# Vausseroux
Vausseroux är en kommun i departementet Deux-Sèvres i regionen Nouvelle-Aquitaine i västra Frankrike. Kommunen ligger i kantonen Ménigoute som tillhör arrondissementet Parthenay. År 2022 hade Vausseroux 330 invånare.

## Befolkningsutveckling
Antalet invånare i kommunen Vausseroux
| Referens: INSEE |